# 1939 у кіно

## Фільми
- Щорс
- Віднесені вітром (фільм)
- Чарівник країни Оз
- Моряки
- Винищувачі
- Ескадрилья №5
- Правила гри

## Персоналії

### Народилися

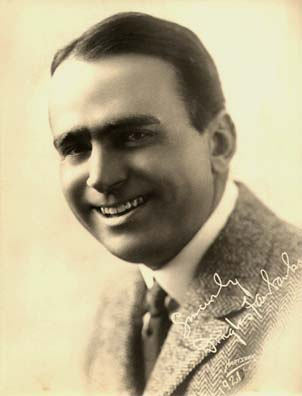
Дуглас Фербенкс (1921)

- 10 січня — Сел Мінео, американський актор театру і кіно.
- 14 січня — Защипіна Наталія Олександрівна, радянська і російська акторка театру та кіно.
- 22 січня — Мальована Лариса Іванівна, радянська і російська акторка театру і кіно, театральна режисерка, викладачка, літераторка, сценаристка.
- 28 січня — Полякова Людмила Петрівна, радянська, російська акторка.
- 31 січня — Пороховщиков Олександр Шалвович, радянський і російський актор театру і кіно, режисер.
- 19 лютого — Федоров Володимир Анатолійович, російський актор, продюсер, поет.
- 4 березня — Лужина Лариса Анатоліївна, радянська та російська кіноакторка.
- 14 березня:
  - Ів Буассе, французький режисер, сценарист
  - Комаров Олег Васильович, радянський і український актор театру і кіно, літератор, педагог
  - Лаферов В'ячеслав Гаврилович, радянський і український художник по гриму.
- 29 березня — Давидова Людмила Петрівна, радянська акторка кіно і театру.
- 31 березня — Фолькер Шлендорф, німецький кінорежисер.
- 1 квітня — Геннадій Бортников, радянський і російський актор театру і кіно, народний артист РРФСР (1992).
- 7 квітня — Френсіс Форд Коппола, американський кінорежисер, продюсер, сценарист.
- 15 квітня — Волкова Ольга Володимирівна, радянська і російська акторка театру і кіно.
- 16 квітня — Іван Бортник, радянський та російський актор, народний артист Росії (2000).
- 23 квітня:
  - Склянський Георгій Ігорович, радянський і російський актор, режисер, сценарист, педагог.
  - Пригунов Лев Георгійович, російський актор.
  - Єфремов Ігор Леонідович, радянський і російський композитор, автор музики для ігрових і мультиплікаційних фільмів.
- 25 квітня — Варіс Брасла, латвійський режисер театру і кіно.
- 26 квітня — Дворжецький Владислав Вацлавович, радянський актор (пом. 1978).
- 1 травня — Шаповалов Віталій Володимирович, радянський та російський актор театру і кіно.
- 2 травня — Каневський Леонід Семенович, радянський, ізраїльський і російський актор театру і кіно, телевізійний ведучий.
- 5 травня — Хорохоріна Наталя Миколаївна, радянська та російська акторка.
- 13 травня — Гарві Кейтель, американський актор.
- 20 травня — Карцев Роман Андрійович, радянський, російський актор естради, театру і кіно єврейського походження.
- 31 травня — Єпіфанцев Георгій Семенович, радянський і російський актор театру і кіно.
- 3 червня — Зимовець Віталій Андрійович, радянський і український кінооператор (пом. 2018).
- 5 липня — Морозенко Павло Семенович, український радянський актор театру і кіно
- 18 липня — Ягіазаров Гаджі Мурат, азербайджанський актор. Народний артист Азербайджану (1982).
- 21 липня — Дробишева Ніна Іванівна, радянська і російська акторка театру і кіно.
- 25 липня — Панарін Валерій Федорович, радянський і український актор.
- 1 серпня:
  - Миронов Валерій Андрійович, радянський, російський кінооператор.
  - Дубровін Юрій Дмитрович, український кіноактор.
- 4 серпня — Френк Вінсент, американський актор.
- 16 серпня — Абрамова Людмила Володимирівна, радянська акторка і сценаристка.
- 17 серпня — Ірина Буніна, українська акторка, народна артистка України (1992) (пом.  2017).
- 26 серпня — Тодор Колев, болгарський кіноактор (пом.  2013).
- 27 серпня:
  - Трушковський Василь Тимофійович, радянський український кінооператор.
  - Юрченко Анатолій Іванович, український кіноактор.
- 28 серпня:
  - Івашов Володимир Сергійович, радянський і російський кіноактор (пом.1995).
  - Косничук Емілія Андріївна, радянська і українська редакторка, сценаристка, журналістка, кінокритик.
- 30 серпня — Акайомова Наталія Олександрівна, радянська, українська режисерка монтажу та режисерка-документалістка.
- 17 вересня — Меньшов Володимир Валентинович, радянський, російський актор, кінорежисер, сценарист, продюсер.
- 25 вересня — Миргородський Дмитро Миколайович, український актор (пом. 2001).
- 27 вересня — Болотов Геннадій Георгійович, радянський і український актор театру, кіно та дубляжу, сценарист.
- 5 жовтня — Марі Лафоре, французька акторка та співачка (пом.2019).
- 6 жовтня — Євдокимова Алефтина Миколаївна, радянська та російська акторка театру і кіно.
- 13 жовтня — Неведомський Леонід Віталійович, радянський і російський актор театру і кіно (пом.  2018).
- 25 жовтня — Людмила Долгорукова, російська акторка театру і кіно, заслужена артистка Російської Федерації.
- 1 листопада — Стригун Федір Миколайович, український режисер та актор.
- 2 листопада — Сергейчикова Сільвія Олександрівна, радянська і українська акторка театру і кіно, режисерка ігрового та документального кіно.
- 9 листопада — Марко Беллокйо, італійський кінорежисер, сценарист, продюсер.
- 16 листопада — Барчук Анатолій Трохимович, український актор театру, кіно та дубляжу (пом.  2015).
- 27 листопада — Польських Галина Олександрівна, радянська та російська акторка театру і кіно.
- 1 грудня — Кошелева Маргарита Миколаївна, радянська і українська кіноакторка.
- 27 грудня — Віторган Еммануїл Гедеонович, радянський та російський актор театру і кіно.

### Померли
- 6 червня — Джордж Фосетт, американський актор театру і кіно.
- 9 червня — Оуен Мур, американський актор ірландського походження.
- 23 серпня — Сідні Говард, американський драматург і сценарист.
- 7 жовтня — Борис Васильович Щукін, радянський актор театру і кіно, народний артист СРСР (1936).
- 13 жовтня — Форд Стерлінг, американський комік і актор.
- 28 жовтня:
  - Еліс Брейді, американська акторка.
  - Еджі Геррінг, американська акторка кіно.
- 12 грудня — Дуглас Фербенкс, американський кіноактор.